# Uitvoerende macht
De uitvoerende macht is naast de wetgevende macht en de rechterlijke macht, de invulling van het idee van scheiding der machten binnen een staat; dit concept voor de inrichting van het staatsbestuur staat bekend als de Trias Politica en is het meest bekend geworden van de Franse filosoof en magistraat Charles Montesquieu. De uitvoerende macht heeft in de woorden uit die tijd vooral de volgende opgaven: vrede sluiten, oorlog voeren, zorg voor de openbare orde, en verdediging van het land. De uitvoerende macht heeft tevens als taak dat de wetten - uitgevaardigd door de wetgevende macht - worden toegepast en nageleefd.

## Nederland
In Nederland wordt de uitvoerende macht onder andere bekleed door:
- Nationaal niveau: de regering
- Provinciaal niveau: Gedeputeerde Staten (met de commissaris van de Koning als voorzitter)
- Gemeentelijk niveau: college van burgemeester en wethouders
- Waterschap: college van dijkgraaf en heemraden

Daarnaast zijn er nog andere organen die 'met openbaar gezag bekleed' zijn en tot de uitvoerende macht behoren. Daaronder vallen zelfstandige bestuursorganen.
Binnen de uitvoerende macht moet worden onderscheiden tussen de politieke organen en het ambtenarenapparaat. De eerste zijn bevoegd wet- en regelgeving uit te vaardigen, na instemming door een orgaan van de volksvertegenwoordiging, en beleid uit te zetten, waarover ze verantwoording tegenover de volksvertegenwoordiging moeten afleggen. Het ambtenarenapparaat ontersteunt de politieke organen en draagt in de praktijk zorg voor uitvoering en handhaving van  de regels. Met het juridische begrip "bestuursorgaan" wordt het geheel aangeduid, maar er zijn ook bestuursorganen die geen politiek lichaam omvatten en uitsluitend een ambtenarenapparaat.

## België

### Federale overheid
Op federaal (Belgisch) niveau wordt de uitvoerende macht volgens de Grondwet uitgeoefend door de Koning. Doordat de Koning geen handelingen kan stellen zonder dat hij hierin gedekt wordt door een minister, berust de uitvoerende macht in de praktijk bij de Federale regering, onder leiding van de eerste minister. Deze oefent de uitvoerende macht uit door middel van koninklijk besluit (KB) en ministerieel besluit (MB).

### Gewesten
De uitvoerende macht wordt in de gewesten uitgeoefend door de gewestregeringen (vroeger: gewestexecutieven), onder leiding van een minister-president. Zij oefenen hun macht uit door middel van regeringsbesluiten (RB) en ministeriële besluiten (MB). Dit zijn:
- Vlaamse regering (dezelfde als de gemeenschapsregering)
- Waalse regering
- Brusselse Hoofdstedelijke regering

Hun werking wordt grotendeels geregeld in de Bijzondere Wet op de Hervorming van de Instellingen (BWHI) en de Bijzondere Brusselwet.

### Gemeenschappen
De uitvoerende macht wordt in de gemeenschappen in de regel uitgeoefend door de gemeenschapsregeringen (vroeger gemeenschapsexecutieven), onder leiding van een minister-president. Zij oefenen hun macht uit door middel van regeringsbesluiten (RB) en ministeriële besluiten (MB) Dit zijn:
- Vlaamse regering
- Franse Gemeenschapsregering
- Regering van de Duitstalige Gemeenschap

Hun werking wordt grotendeels geregeld in de Bijzondere Wet op de Hervorming van de Instellingen (BWHI).
In Brussel worden een aantal gemeenschapsbevoegdheden uitgeoefend door:
- College van de Vlaamse Gemeenschapscommissie
- College van de Franse Gemeenschapscommissie
- Verenigd college

De mate waarin dit kan, wordt geregeld in de Bijzondere Brusselwet

### Provincies
In de provincies wordt de uitvoerende macht uitgeoefend door de gouverneur en de bestendige deputatie.

### Gemeenten
In de gemeenten berust de uitvoerende macht bij de burgemeester en de schepenen, verenigd in het College van burgemeester en schepenen.

### Gedecentraliseerde instellingen, parastatalen, etc.
Door de toename aan overheidstaken zijn een aantal bevoegdheden van de uitvoerende macht overgedragen aan parastatalen (bankcommissie) en andere instellingen. De democratische controle op deze instellingen is echter veel beperkter.